# It's OK (nummer van The Beach Boys)
"It's OK " (nl: het is oké) (gespeld als "It's O.K." op de cd inlay van het album) is een nummer van de Amerikaanse rockband The Beach Boys van hun album 15 Big Ones uit 1976. Het is geschreven door Brian Wilson en Mike Love. Het is een vrolijk nummer over zomerpret en het vieren daarvan. Het nummer werd als single uitgebracht op 9 augustus 1976 (met de B-kant "Had to Phone Ya") en bereikte nummer 29 op de Billboard Hot 100 singles hitlijst.

## Achtergrond en opname
"It's OK" is een vrolijk nummer over het vieren van de zomer, geschreven door Brian Wilson en Mike Love. Brian becommentarieerde het nummer in een interview uit 1995: "Het is geschreven in Brother Studios in Santa Monica. Op het einde, waar Dennis "Find a ride" zingt, Hadden we twee opnamen van zijn stemmen op elkaar geplaatst en het klonk fantastisch! Ongelooflijk fantastisch werk van Dennis." Bij een andere gelegenheid prees hij Love's teksten, maar zei dat het lied "geen echte aangename herinneringen terugbrengt."
Het nummer werd gedeeltelijk opgenomen in de Brother-studio in oktober 1974, met leden van Roy Wood 's Wizzard die in de stad waren aan het einde van hun enige Amerikaanse tournee. Ondanks de aftiteling op de achterkant van het 15 Big Ones album, speelde Wood drums, geen sax.

## Nalatenschap
De single was het hoogst scorende originele nummer dat de Beach Boys in de jaren zeventig hadden, tenzij men "Almost Summer" meetelt, een nummer geschreven door Wilson, Love en Al Jardine voor de zijgroep Celebration, die piekte op nummer 28. "It's OK" verscheen later weer als de B-kant van de single "It's Gettin' Late" uit 1985. 
In 2019 nam Love "It's OK" opnieuw op voor zijn album 12 Sides of Summer.In 2021 nam Brian Wilson het nummer ook opnieuw op voor de soundtrack van de documentaire ''Brian Wilson: Long Promised Road''.
Er bestaat ook een alternatieve mix van het nummer, vindbaar op Sounds of Summer: The Very Best of The Beach Boys, uitgegeven in 2022, bij de uitgebreide versie.
Er is ook een Celebration versie van It's OK, op het Almost Summer album.

## Personeel
Per 2000 liner notes en Dillon.
The Beach Boys
- Al Jardine – achtergrondzang
- Mike Love - lead- en achtergrondzang
- Brian Wilson - achtergrondzang, piano, orgel, Moog bas
- Carl Wilson - achtergrondzang, gitaar
- Dennis Wilson - achtergrondzang, drums
- Ricky Fataar – drums

Extra muzikanten en productiepersoneel
- Dennis Dreith – klarinet
- Jules Jacobs – klarinet
- Marilyn Wilson - achtergrondzang
- Roy Wood – drums
- Mike Burney - saxofoon
- Nick Pentelow - saxofoon